# Kleine Harkstederpolder
De Kleine Harkstederpolder is een voormalig waterschap in de provincie Groningen.
Het oorspronkelijke waterschap werd door de aanleg van het Eemskanaal doorsneden. Het noordelijke deel ging op in de Borgslooterpolder. Het grootste, zuidelijke gedeelte werd samengevoegd met het waterschap Groenwijk tot de Kleine Harkstederpolder. Het schap was kleiner dan de Groote Harkstederpolder, maar is feitelijk genoemd naar Klein Harkstede. De eerste molen werd hier gebouwd in 1806.
Het schap lag in de hoek tussen het Eemskanaal (noordwestgrens) en het Slochterdiep (noordgrens). De zuidwestgrens had een grillig verloop en liep van het einde van de roeibaan (waar de Martini Regatta wordt gehouden) naar Klein Harkstede (ongeveer 500 m ten zuiden van de Driemerenweg), de zuidwestgrens lag bij de Borgsloot. Het gemaal sloeg uit op de Borgsloot en stond vlak bij de T-splitsing Borgweg-Harkstedeweg in Ruischerbrug.
Waterstaatkundig gezien ligt het gebied sinds 2000 binnen dat van het waterschap Hunze en Aa's.